# هادي عبد الجبار
هادي عبد الجبار (ولد في 26 كانون الثاني / يناير 1930) هو رباع عراقي. تنافس في دورة الألعاب الأولمبية الصيفية 1960 ودورة الألعاب الأولمبية الصيفية 1964.

## روابط خارجية
- هادي عبد الجبار على موقع أوليمبيديا (الإنجليزية)